# Селець (гміна Опочно)
Селець (пол. Sielec) — село в Польщі, у гміні Опочно Опочинського повіту Лодзинського воєводства.
Населення — 114 осіб (2011).
У 1975-1998 роках село належало до Пйотрковського воєводства.

## Демографія
Демографічна структура станом на 31 березня 2011 року:
|          | Загалом | Допрацездатний вік | Працездатний вік | Постпрацездатний вік |
| -------- | ------- | ------------------ | ---------------- | -------------------- |
| Чоловіки | 58      | 15                 | 37               | 6                    |
| Жінки    | 56      | 11                 | 27               | 18                   |
| Разом    | 114     | 26                 | 64               | 24                   |